# Добринка (приток Елани)
Добринка — река в России, протекает в Воронежской области. Правый приток реки Елань.

## География
Река Добринка берёт начало у села Васильевка. Течёт на север по открытой местности. Устье реки находится севернее посёлка Елань-Коленовский в 43 км по правому берегу реки Елань. Длина реки составляет 33 км.

## Данные водного реестра
По данным государственного водного реестра России относится к Донскому бассейновому округу, водохозяйственный участок реки — Савала, речной подбассейн реки — Хопер. Речной бассейн реки — Дон (российская часть бассейна).
Код объекта в государственном водном реестре — 05010200312107000007386.